# گیتا نبوی
گیتا نبوی (انگلیسی: Gita Nabavi؛ زادهٔ ۱۴ فوریهٔ ۱۹۸۲، تهران) سیاستمدار سوئدی و به همراه گودرون شیمان بنیان‌گذار حزب ابتکار فمینیستی به عنوان رهبر آن حزب انتخاب شد.